# Órmos Soúdas
Órmos Soúdas är en vik i Grekland.   Den ligger i regionen Kreta, i den södra delen av landet, 280 km söder om huvudstaden Aten.